# Trachycephalus dibernardoi
Trachycephalus dibernardoi es una especie de anfibio anuro perteneciente al género Trachycephalus, dentro de la familia Hylidae (conocida comúnmente como la familia de las ranas arborícolas o hílidos). Esta especie habita en selvas serranas subtropicales ubicadas en el noreste del Cono Sur de Sudamérica. Su distribución incluye zonas de montaña y bosques húmedos, ecosistemas clave para su desarrollo y conservación.

## Taxonomía
Descripción original
Esta especie fue descrita originalmente en el año 2008 por los herpetólogos Axel Kwet y Mirco Solé.
Localidad tipo
La localidad tipo referida es: “Centro de Pesquisas e Conservação da Natureza (CPCN) Pró Mata, en las coordenadas: 29°30′S 50°10′O / -29.500, -50.167, a una altitud de 950 msnm, municipalidad de São Francisco de Paula, estado de Río Grande del Sur, Brasil”.
Holotipo
El ejemplar holotipo designado es el catalogado como: MCP 2422; se trata de una hembra adulta la cual fue capturada el 20 de enero de 1996 por Axel Kwet y Marcos Di Bernardo. Se encuentra depositada en la colección de herpetología del Museo de la Ciencia y la Tecnología de la Pontificia Universidad Católica de Río Grande del Sur (PUCRS), ubicado en la ciudad brasileña de Porto Alegre.
Etimología
Etimológicamente, el término genérico Trachycephalus se construye con palabras en el idioma griego, en donde: Trachy significa ‘áspera’ y cephalus es ‘cabeza’. El epíteto específico dibernardoi es un epónimo que refiere al apellido de la persona a quien fue dedicada, el herpetólogo Marcos Di-Bernardo, en reconocimiento a sus valiosas contribuciones al conocimiento de la herpetofauna de Río Grande del Sur. Di-Bernardo, quien fue profesor de Zoología en la Pontificia Universidad Católica de Río Grande del Sur (PUCRS), fue uno de los que capturó el holotipo y que —junto a uno de los autores de la especie, Axel Kwet— escribió el libro Pró-Mata: Anfíbios da Serra Gaúcha, Sul do Brasil. En 2006, murió de cáncer de piel a la edad de 42 años, lo que impidió que él también participe en la descripción de esta rana.

## Características
Es un hílido de gran tamaño, con promedios de 77,6 mm para las hembras y 57,2 mm para los machos. El iris es amarillo y tiene un característico patrón reticulado negro que forma una red radial simétrica de cuatro manchas claras, similares a pétalos. El dorso presenta una coloración de fondo parda o verdosa a oliva, sobre él exhibe un patrón de ocelos y manchas oscuras; en las extremidades muestra anchas bandas transversales blancas y negras. El patrón dorsal la diferencia de T. imitatrix, ya que esta última se presenta como un gran paralelogramo que se extiende desde la esquina anterior de cada párpado hasta el sacro.

## Distribución y hábitat
Esta especie fue dada a conocer mediante el material recogido en tres localidades del sur de Brasil situadas en el planalto de las Araucarias, en el extremo nordeste y norte del estado de Río Grande del Sur (municipios de São Francisco de Paula —a 950 m s. n. m.— y Machadinho, —a 760 m s. n. m.—) y en la parte occidental del estado de Santa Catarina (municipio de Seara —a 550 m s. n. m.—).
También habita en el extremo nordeste de la Argentina, en la provincia de Misiones, según material proveniente de El Soberbio (departamento Guaraní, a 190 m s. n. m.) citado como Phrynohyas imitatrix.
Se sospecha que este anfibio presenta una distribución amplia en altitudes comprendidas entre los 150 y los 1100 m s. n. m. en toda la sierra Geral y regiones adyacentes, con posibilidades que también habite en el oriente del Paraguay y en el estado brasileño de  Paraná.

## Conservación
Según la organización internacional dedicada a la conservación de los recursos naturales Unión Internacional para la Conservación de la Naturaleza (IUCN), al no poseer mayores peligros y vivir en algunas áreas protegidas, la clasificó como una especie bajo “preocupación menor” en la obra: Lista Roja de Especies Amenazadas.